# Árpád Pál
Árpád Pál (n. 15 iunie 1929, Hoghia, Harghita – d. 21 iulie 2006, Cluj-Napoca) a fost un astronom român de naționalitate maghiară.

## Biografie
Árpád Pál s-a născut în satul Hoghia, Județul Harghita. A absolvit gimnaziul la Gheorgheni și Universitatea Lomonosov din Moscova (facultatea de mecanică și matematică, catedra de mecanică cerească), unde a obținut și doctoratul cu lucrarea "Teoria analitică de interpolare a micii planete 5 Astraea". 
Activitatea sa ca om de stiință a continuat în cadrul Universității „Babeș-Bolyai”, unde a urmat toate treptele ierarhice, de la titlul de preparator, la cel de asistent, cercetător științific principal, lector, conferențiar, ajungând în cele din urmă profesor consultant și conducător științific de doctorat.
Remarcat în comunitatea oamenilor de știință, și nu numai, prof. dr. Árpád Pál a ajuns să dețină următoarele funcții oficiale:
- Decanul Facultății de Matematică (3 legislații)
- Prorector al Universității „Babeș-Bolyai”
- Director la Institutul de Calcul Tiberiu Popoviciu din Cluj-Napoca
- Director fondator al Observatorului Astronomic al Universității „Babeș-Bolyai”, contribuind în mod esențial și la construirea clădirii Observatorului, cu laboratoare didactice și de cercetare, aflată pe strada Cireșilor nr. 19, devenind astfel primul director al acestuia.
- Secretar științific al Senatului Universității „Babeș-Bolyai”
- Președinte al Comitetului Național Român de Astronomie
- Redactor al revistei Studia Universitatis „Babeș-Bolyai” Cluj-Napoca
- Redactor șef al revistei Matematikai Lapok, editată de Societatea de Științe Matematice din România
- Redactor șef fondator al revistei Romanian Astronomical Journal, editată de Academia Română.

Odată înființată, revista Romanian Astronomical Journal a găzduit în paginile sale, lucrările unor importanți oameni de știință din Canada, Franța, Germania, Japonia, Polonia, Rusia, Spania, Marea Britanie etc. Datorită acestei reviste și eforturilor depuse de Árpád Pál și de colaboratori, rezultatele cercetărilor astronomice românești au ajuns cunoscute și apreciate în întreaga lume. Mult timp și multă muncă au fost dedicate pentru promovarea astronomiei naționale românești pe plan mondial cu scopul ca România să fie reintegrată în comunitatea științifică internațională.
Activitatea sa a avut loc și în cadrul unor prestigioase organizații și societăți științifice:
- Uniunea Astronomică Internațională
- Uniunea Astronomică Europeană
- Consiliul Național Român de Astronomie
- Societatea Științifică de Matematică din România
- Academia de Știință din America.

Cariera sa a fost una impresionantă atât din punct de vedere profesional, cât și din cel al statutului de cercetător în astronomie și matematică. Palmaresul său cuprinde un număr de 150 de lucrări publicate în reviste de specialitate, cursuri și manuale pentru studenții universității în care a profesat și atenta implicare în ghidarea celor 23 viitori doctori în astronomie, mai exact în mecanica cerească.
Munca sa a fost răsplătită prin distincții precum:
- Medalia Muncii, 1964;
- titlul de Profesor universitar evidențiat, 1982;
- Ordinul „Tudor Vladimirescu” cl.V, 1984.

Árpád Pál a încetat din viață pe data de 21 iulie 2006, fiind înmormântat în Cimitirul Central din Cluj-Napoca.

## Publicații
- ADS NASA publicații între 1973-2006
- Baza de date a Societății americane de matematică Arhivat în 12 iunie 2010, la Wayback Machine. anii: 1982, 1984,1985,1987,1988,1989,1992,1993,1995, 1999
- Biblioteca națională a României